# Robert Henry Thurston
Robert Henry Thurston (Providence, 25 de outubro de 1839 — Ithaca, 25 de outubro de 1903) foi um engenheiro estadunidense. Foi o primeiro professor de engenharia mecânica do Stevens Institute of Technology.

## Publicações
Livros selecionados:
- 1878. A history of the growth of the steam engine. D. Appleton and Company; 4th, revised ed. 1902 (online)
- 1884. Stationary steam engines; especially as adapted to electric lighting purposes. New York, J. Wiley & sons, 1884.
- 1889. The development of the philosophy of the steam-engine. An historical sketch. New York, J. Wiley & sons.
- 1890. Heat as a form of energy. Boston and New York, Houghton, Mifflin and company, 1890.
- 1891. A manual of the steam-engine. For engineers and technical schools; advanced courses. New York, J. Wiley & sons, 1891.
- 1894. The animal as a machine and a prime motor, and the laws of energetics.  New York, J. Wiley & sons.

Artigos selecionados:
- 1865. On Losses of Propelling Power in the Paddle Wheel
- 1865. Steam Engines of the French Navy
- 1870. H. B. M. Iron Clad Monarch
- 1870. Iron Manufactures in Great Britain
- 1871. Experimental Steam Boiler Explosions
- 1871. Report on Test Trials of Steam Boilers
- 1872. Traction Engines and Road Locomotives
- 1874. Efficiency of Furnaces Burning Wet Fuel
- 1874. The Mechanical Engineer, his Preparation and his Work